# Матун (Илиноис)
Матун (енгл. Mattoon) град је у америчкој савезној држави Илиноис. По попису становништва из 2010. у њему је живело 18.555 становника.

## Демографија
Према попису становништва из 2010. у граду је живело 18.555 становника, што је 264 (1,4%) становника више него 2000. године.
| Група             | 2000.          | 2010.          |
| Белци             | 17.528 (95,8%) | 17.342 (93,5%) |
| Афроамериканци    | 260 (1,4%)     | 449 (2,4%)     |
| Азијати           | 75 (0,4%)      | 125 (0,7%)     |
| Хиспаноамериканци | 232 (1,3%)     | 331 (1,8%)     |
| Укупно            | 18.291         | 18.555         |